# Pago Pago International Airport

i7
i11
i13
Der Pago Pago International Airport (auch Tāfuna Airport, IATA-Code: PPG, ICAO-Code: NSTU)  ist der internationale Verkehrsflughafen des Hauptortes Pago Pago sowie des Ortes Tāfuna auf der Insel Tutuila. Er liegt in Amerikanisch-Samoa, einem Außengebiet der Vereinigten Staaten.

## Geschichte
Der Flughafen wurde am 17. März 1942 auf dem derzeitigen Standort als Marinestützpunkt errichtet. Es wurden zwei nicht-parallele Start- und Landebahnen gebaut. Das Tafuna Airfield war teilweise schon vor dem Ausbrechen des Pazifikkrieges am 7. Dezember 1941 fertig gebaut. Die hier stationierten Soldaten gehörten der Samoa Defense Group Area an.

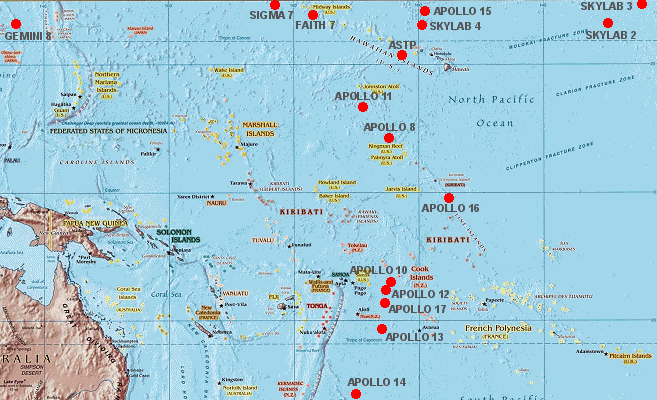
Lage der Apollo-Landungen im Pazifischen Ozean

Zur Zeit der Apollo-Missionen 10, 12, 13, 14 und 17 spielte der Flughafen eine bedeutende Rolle beim Rücktransport der Astronauten, die unweit von Pago Pago gelandet sind. Mit Helikoptern wurden die Besatzungen auf den Flughafen transportiert, die von der Insel mit einer stationierten Lockheed C-141 Starlifter weiter nach Honolulu reisten.

## Airlines und Flugziele
- Hawaiian Airlines (Honolulu)
- Inter Island Airways (Apia, Ofu-Olosega, Taʻū, Tonga)
- Samoa Airways (Apia)

## Zwischenfälle
- Am 30. Januar 1974 starben 97 Personen an Bord einer Boeing 707-321B der Pan American World Airways (Luftfahrzeugkennzeichen (N454PA)), als die Maschine in Windscherungen vor der Landebahnschwelle am Flughafen Pago Pago aufschlug. Vier Insassen überlebten den Unfall (siehe auch Pan-Am-Flug 806).[6]